# 치싱구

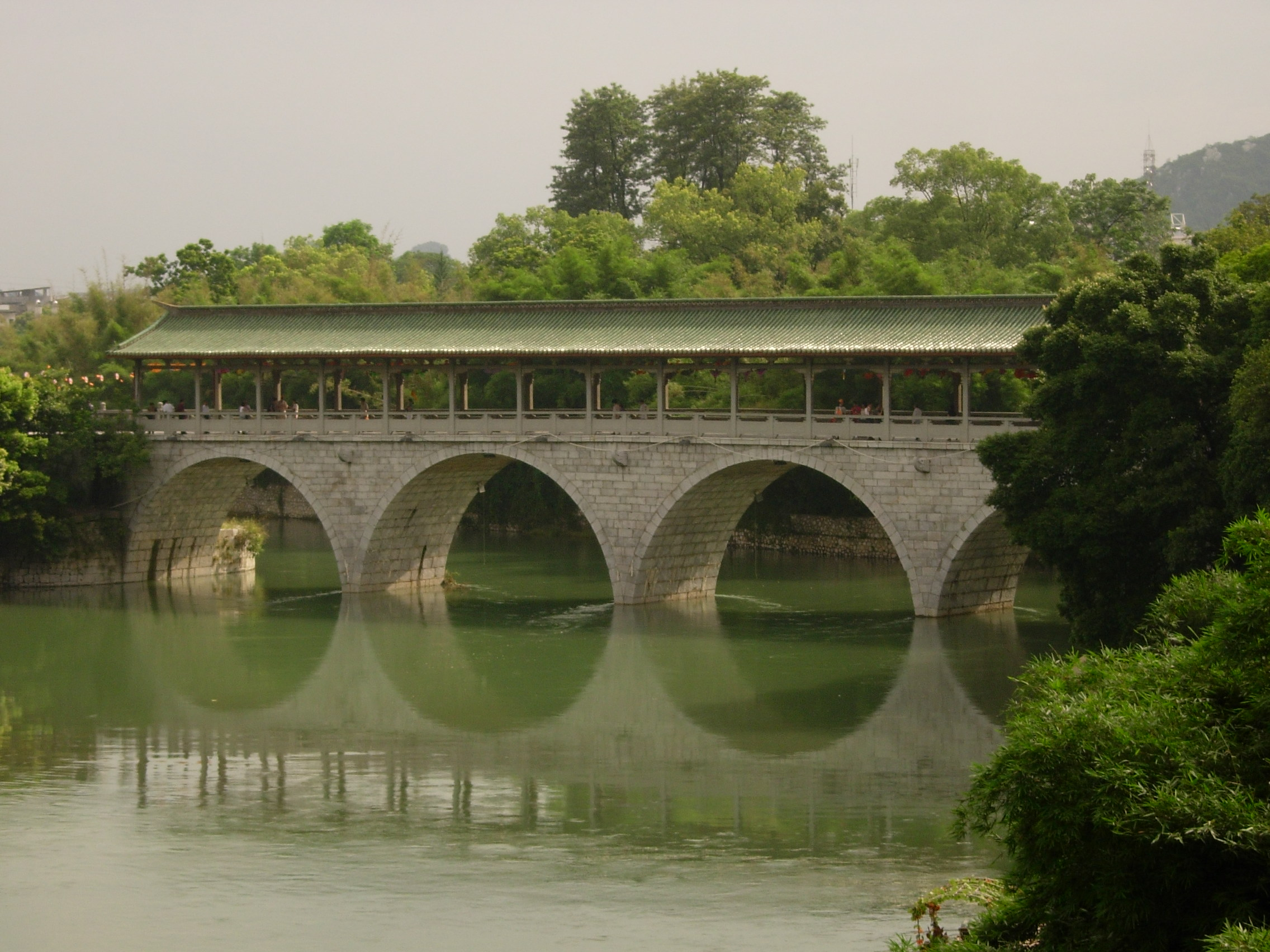

치싱구(한국어: 칠성구, 중국어: 七星区, 병음: Qīxīng Qū)는 중국 광시 좡족 자치구 구이린 시의 현급 행정구역이다. 넓이는 74km2이고, 인구는 2007년 기준으로 220,000명이다.

## 행정 구역
3개 가도, 1개 향을 관할한다.
- 가도: 七星街道, 东江街道, 穿山街道.
- 향: 朝阳乡.